# Matija Čop

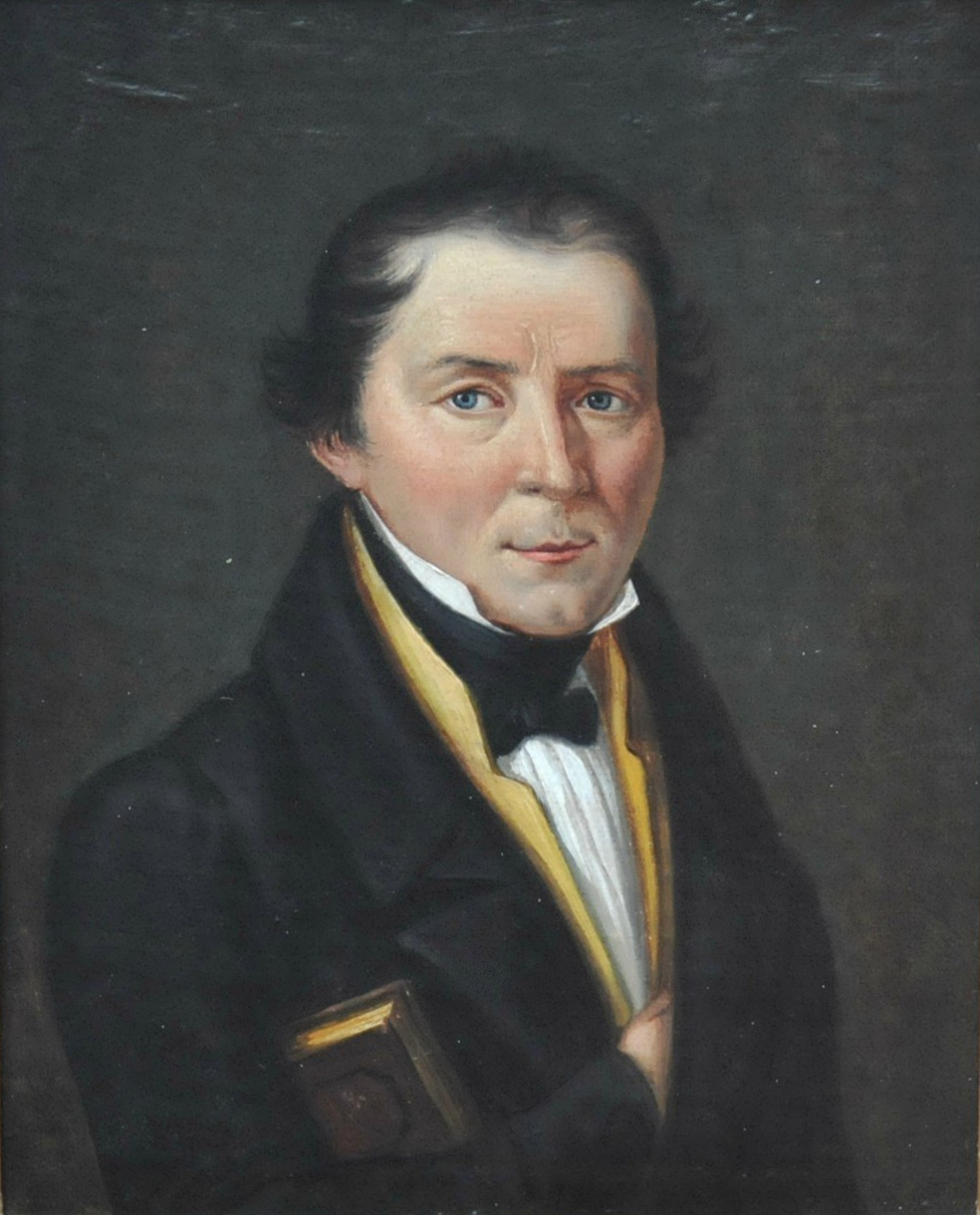
Matija Čop.

Matija Čop (znany także jako Matthias Tschop) (ur. 26 stycznia 1797 w Žirovnicy, zm. 6 lipca 1835, utonął w rzece Sawie) – słoweński krytyk literacki, pisarz, językoznawca oraz historyk literatury.

## Życiorys
Matija Čop urodził się w wiejskiej chacie w Žirovnicy, w Górnej Krainie (niedaleko Vrby, gdzie urodził się także France Prešeren, którego Čop poznał w szkole). Uczył się w Lublanie, potem studiował filozofię w Wiedniu. Pracował jako nauczyciel w gimnazjum w Rijece i we Lwowie (1822–1827) oraz jako bibliotekarz w Lublanie. Zmarł tragicznie mając 38 lat. Na pamiątkę przyjaciela Prešeren napisał elegię Pamięci Matii Čopa oraz poświęcił mu poemat Chrzest nad Sawicą.

## Wykształcenie
W roku 1807 wyjechał do Lublany na pierwszy rok edukacji szkolnej. Jednak w roku 1809 ze względu na zbliżające się wojska francuskie wszystkie szkoły w Lublanie zamknięto, z powodu czego Matija Čop musiał powrócić w rodzinne strony. Powrót do rodzinnego domu okazał się szczęśliwym trafem, gdyż w sąsiedniej wsi mieszkał ojciec pisarza Janka Kersnika, który pomagał Čopowi z przedmiotami, z którymi ten nie radził sobie w szkole. Kersnik był bardzo dobrym nauczycielem i dzięki temu Čop już na trzecim roku radził sobie świetnie.
W latach 1810–1814 Čop uczęszczał do gimnazjum, które zakończył z najlepszym wynikiem. Następnie przez dwa lata studiował filozofię. Znał już dobrze język francuski, natomiast z językiem włoskim zapoznał się w lublańskich gimnazjach. Dlatego też później wyjechał do Wiednia, gdzie dokończył trzeci rok filozofii. W Wiedniu był stałym gościem bibliotek, ponieważ miał możliwość korzystania z książek, które nie były dostępne w Lublanie. Zapoznał się z Jernejem Kopitarem, który wtedy był uważany za jednego z najlepiej wykształconych Słoweńców. Čop zaznajomił się również z językiem greckim, łacińskim, angielskim i hiszpańskim oraz z literaturą angielską i hiszpańską. Najbardziej interesowało go piękno przede wszystkim romańskich form poetyckich, ale również zawartość włoskich, hiszpańskich oraz prowansalskich dzieł poetyckich, które postrzegał z estetycznego punktu widzenia. W roku 1817 po powrocie z Wiednia zdecydował się na studia teologiczne. W tym czasie zaznajomił się z językiem hebrajskim. Słuchał wykładów Franca Serafina Metelki na temat poetyki. Jednak teologia nie interesowała go tak bardzo jak nauczanie, dlatego też w roku 1818 zdał potrzebne egzaminy na stanowisko profesora w gimnazjum. W 1820 roku podczas oczekiwania na odpowiedź dotyczącą jego prośby o pracę na stanowisku profesora języków klasycznych, wyjechał na kilka miesięcy do miejscowości Škofja Loka, gdzie w klasztorze od mnicha uczył się języka portugalskiego. W 1820 spełniły się marzenia Čopa i został nauczycielem w gimnazjum w Rijece.

## Praca
W Rijece jako nauczyciel spędził dwa lata. W tym czasie zapoznawał się z utworami pisarzy epoki romantyzmu, m.in. Goethego, Lamartine’a, Byrona oraz z utworami pisarzy takich jak: Walter Scott i Alessandro Manzoni. W roku 1822 musiał opuścić Rijekę. Szybko jednak dostał dobrze płatną pracę we Lwowie również jako nauczyciel w szkole. Spędził tam pięć lat, z tego trzy lata nauczał języków klasycznych w gimnazjum. Podczas pobytu we Lwowie nawiązał bliskie kontakty z Polakami, dzięki czemu przyswoił sobie język polski. Zagłębiał się w utwory Mickiewicza. We Lwowie uczył się również języka rosyjskiego, a oprócz tego zajmował się czeską poezją.
Matija Čop ze swoją znajomością 19 języków obcych (wśród nich był m.in. język albański) stał się najbardziej wykształconym Słoweńcem tamtych czasów. Dzięki takiej pozycji miał wpływ na swoich przyjaciół i ich działalność, a przede wszystkim na Franca Prešerena, który pod wpływem Čopa zmienił styl swojego pisania. Za radą Čopa Prešeren zaczął stosować romańskie formy poetyckie oraz pisał w tercynach. Skomponował pierwsze sonety, dzięki czemu otworzył nowe możliwości słoweńskiej poezji.
We Lwowie nie chciał dłużej przebywać, gdyż jego nadzieje oraz prośby o pracę jako profesora estetyki i poetyki na uniwersytecie zostały odrzucone. Wrócił do Lublany, gdzie powrócił do pracy nauczycielskiej w gimnazjum. W tym czasie Čop poświęcał się lekturze swoich ulubionych autorów.
Matija Čop był powiązany również z almanachem Kranjska čbelica. Był redaktorem oraz autorem kilku artykułów, które zostały opublikowane w tym piśmie. Kranjska čbelica była głównym środkiem przekazu utworów Franca Prešerena. Owocem przyjaźni oraz współpracy Čopa z Prešerenem jest przede wszystkim elegia Slovo od mladosti, cykl Ljubezenske sonetje oraz satyra programowa Nova pisarija Franca Prešerena.
23 września 1830 roku Čop złożył śluby jako nowy główny słoweński bibliotekarz w Lublanie. Zobowiązał się, że będzie kierował biblioteką zgodnie z wyznaczonymi przepisami, utrzymywał porządek wśród książek oraz rejestrował je, aby czytelnik mógł mieć do dyspozycji każda książkę.
20 marca 1831 roku Matija Čop przedstawił na polecenie gubernatora szczegółowy plan reformy biblioteki. Plan został zatwierdzony. Od tego momentu biblioteka uzyskała nowy wygląd. W pracy pomagał mu Miha Kastelic. Po tragicznej śmierci Čopa jego następcą na stanowisku został z dniem 8 sierpnia 1835 właśnie Kastelic.
Dzisiaj imieniem Matija Čopa nazywane jest najwyższe wyróżnienie w dziedzinie słoweńskiego bibliotekarstwa: Čopova diploma, czyli Dyplom Čopa. Mimo wielkiego wykształcenia jakie posiadał pozostawił po sobie stosunkowo niewielką ilość prac, a jego koncepcje wyrażone zostały głównie poprzez utwory Prešerena.

## Zainteresowania
Čop posługiwał się 19 językami (np. angielski, włoski, portugalski, polski, łaciński, grecki), co nawet jak na ówczesne czasy było sporym osiągnięciem. Dzięki temu mógł poznawać literatury i krytykę literacką wielu krajów i narodów, a to z kolei umożliwiło mu przeszczepianie najnowszych prądów i rozwiązań na grunt literatury słoweńskiej. Ważną rolę odegrał w sporze o kodyfikację alfabetu słoweńskiego podczas tzw. słoweńskiego sporu o alfabet. Miał wielki wpływ na Prešerena, który pisał słuchając rad przyjaciela. Čop polemizował również z przedstawicielami poprzedniej epoki – oświecenia.

## Tragiczna śmierć
W 1835 roku Matija Čop utopił się w Sawie. Jego przyjaciel France Prešeren poświęcił mu utwór Krst pri Savici (Chrzest przy Sawie), elegie V spomin Matije Čopa (Pamięci Matii Čopa) oraz stworzył napis widniejący na nagrobku.

## Dzieła
- Slovenska abecedna vojna (Slowenischer ABC-Krieg) 1833 – rozprawa o problemach towarzyszących ustaleniu jednolitego alfabetu, który by oddawał wszystkie dźwięki występujące w języku słoweńskim.
- Pierwsza historia literatury słoweńskiej (po niemiecku)
- Liczne artykuły i listy